# Narinken
För Narinken i Åbo, se Narinken, Åbo

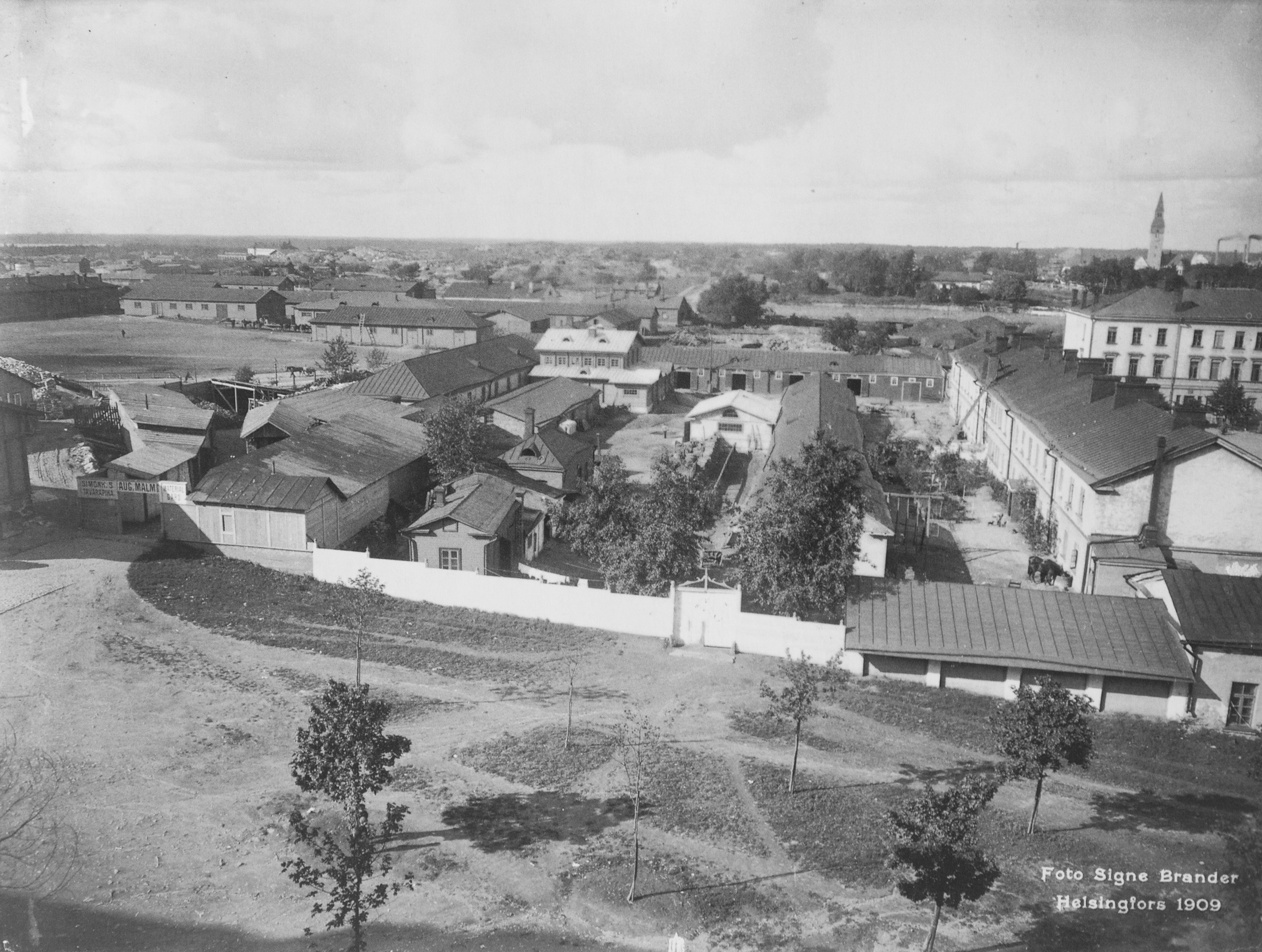
Platsen för nuvarande Kampens centrum och Narinkentorget, 1909, sett över Simonsgatan mot nordväst. I bakgrunden till höger tornet på Finlands nationalmuseums byggnad. Foto: Signe Brander

Narinken (finska: Narinkka) var en utomhusmarknad för begagnade kläder i Helsingfors, som fungerade fram till 1929.
Narinken kommer från ryskans "на рынке" ("na rynke"), som betyder "på torget". Den fanns först på Norra kajen i Kronohagen. Den flyttade 1850 till den tomt norr om Helsingfors domkyrka, där senare Finlands Banks huvudkontor byggdes, också i Kronohagen. Inför detta bygge flyttades Narinken 1870 till Simonsgatan på Åbo kaserns område på Kampen. Den låg i utrymmet mellan två långsträckta träbaracker längs med Simonsgatan i höjd med Georgsgatan. Marknaden bestod av ett 30-tal små marknadsbodar i trä i två rader, vilka hyrdes ut av Helsingfors stad till – huvudsakligen – ryskjudiska klädeshandlare.
Narinken stängdes 1929. Senare har hotellet Scandic Simonkenttä uppförts på platsen.
Namnet återupptogs 2005 som namn på den intilliggande öppna platsen vid Kampens centrum och ovanför den underjordiska Kampens bussterminal och Kampens metrostation. Platsen benämns Narinkentorget eller bara Narinken.

## Narinker i Finland
Klädesmarknader med benämningen Narinken fanns också i garnisonsorterna Åbo och Viborg.
En rysk förordning 1858 gav soldater som fullgjort sin tjänstgöring i den ryska armén rätt att stanna kvar på den ort där de varit stationerade. En annan förordning från 1869 tvingade judarna in i en smal nisch genom att stadga att judar endast hade rätt att försörja sig på handel med ”bröd och andra bageritillwerkningar, bär och frukter, cigarrer, papyrosser, tändstickor, nyttjade kläder och skoplagg samt hwarjehanda begagnade persedlar”.